# Jærbanen
| Streckenverlauf der Jærbane |                           |                                                                 |                                                                 |
| Streckenlänge: | 74,71 km                  |                                                                 |                                                                 |
| Spurweite: | 1435 mm bis 1944: 1067 mm |                                                                 |                                                                 |
| Stromsystem: | 15 kV, 16 2/3 Hz ~        |                                                                 |                                                                 |
| Zweigleisigkeit: | Stavanger–Sandnes         |                                                                 |                                                                 |
| |                           |                                                                 |                                                                 |
| \| \| \| Hafenanschluss \| \| \| \| 0,00 \| Stavanger (1878) \| Stavanger (1878) \| \| \| \| \| \| \| \| \| \| \| \| \| \| Stavanger driftsbanegård \| \| \| \| \| Paradis \| \| \| \| 1,50 \| Paradis (2009)[1] \| Paradis (2009)[1] \| \| \| 1,94 \| Hillevåg (1880–2009) \| Hillevåg (1880–2009) \| \| \| \| Kvalaberg verksted (1955) \| \| \| \| 4,00 \| Mariero (1880) \| Mariero (1880) \| \| \| 4,71 \| Lyngnes (1957–1992) \| Lyngnes (1957–1992) \| \| \| 5,40 \| Vaulen (1918–1957) \| Vaulen (1918–1957) \| \| \| 6,30 \| Hinna (1878–1965) \| Hinna (1878–1965) \| \| \| 6,50 \| Jåttå (2004–2007) \| Jåttå (2004–2007) \| \| \| 7,20 \| Jåttåvågen (2008)[1] \| Jåttåvågen (2008)[1] \| \| \| 8,40 \| Gausel gamle (1904–1966) \| Gausel gamle (1904–1966) \| \| \| 9,00 \| Gausel (2009) \| Gausel (2009) \| \| \| 9,90 \| Forus (1904–1967) \| Forus (1904–1967) \| \| \| \| Lurahammaren-Tunnel (117 m) \| \| \| \| 12,05 \| Luravika (1959–1966) \| Luravika (1959–1966) \| \| \| 13,10 \| Lura (1916–1966) \| Lura (1916–1966) \| \| \| \| Sandnes Hafen \| \| \| \| 14,78 \| Sandnes sentrum (1996–2009 „Sandnes“)[2] \| Sandnes sentrum (1996–2009 „Sandnes“)[2] \| \| \| 15,36 \| Skeiane (1955–12. August 2017 „Sandnes Holdeplass“)[3] \| Skeiane (1955–12. August 2017 „Sandnes Holdeplass“)[3] \| \| \| \| Brualand \| \| \| \| \| Bahnstrecke Ganddal–Ålgård nach Ålgård \| \| \| \| 18,49 \| Ganddal (1878) \| Ganddal (1878) \| \| \| 18,49 \| Sandnes Godsterminal Ganddal \| Sandnes Godsterminal Ganddal \| \| \| 22,42 \| Øksnevadporten (1933) \| Øksnevadporten (1933) \| \| \| 24,84 \| Klepp (1878) \| Klepp (1878) \| \| \| 26,79 \| Laland (15. Mai 1930–30. Mai 1965) \| Laland (15. Mai 1930–30. Mai 1965) \| \| \| 27,75 \| Tumarki (bis 1946 Thumarka, 25. Juni 1928–3. Juni 1956) \| Tumarki (bis 1946 Thumarka, 25. Juni 1928–3. Juni 1956) \| \| \| 28,63 \| Vardheia (4. Juni 1956–30. Mai 1965) \| Vardheia (4. Juni 1956–30. Mai 1965) \| \| \| 29,58 \| Bryne (1878, bis 1921 Time) \| Bryne (1878, bis 1921 Time) \| \| \| 31,75 \| Kjelsholen (bis Okt. 1942 Håland, 15. Mai 1930–30. Mai 1965) \| Kjelsholen (bis Okt. 1942 Håland, 15. Mai 1930–30. Mai 1965) \| \| \| 33,20 \| Hognestad (1879–1966) \| Hognestad (1879–1966) \| \| \| 34,32 \| Gjerdo (bis Mai 1951 Haugland, 1. Juni 1928–30. Mai 1965) \| Gjerdo (bis Mai 1951 Haugland, 1. Juni 1928–30. Mai 1965) \| \| \| 36,33 \| Tarland (1. Juni 1928–30. Mai 1965) \| Tarland (1. Juni 1928–30. Mai 1965) \| \| \| 37,68 \| Nærbø (1878) \| Nærbø (1878) \| \| \| 39,11 \| Kvia (2. Jan. 1933–30. Mai 1965) \| Kvia (2. Jan. 1933–30. Mai 1965) \| \| \| 40,98 \| Dysjaland (bis Mai 1951 Dysjeland, 2. Jan. 1933–30. Mai 1965) \| Dysjaland (bis Mai 1951 Dysjeland, 2. Jan. 1933–30. Mai 1965) \| \| \| 43,11 \| Varhaug (1878) \| Varhaug (1878) \| \| \| 45,36 \| Odland (1. Juni 1928–30. Mai 1965) \| Odland (1. Juni 1928–30. Mai 1965) \| \| \| 47,50 \| Stavnheim (15. Mai 1930–30. Mai 1965) \| Stavnheim (15. Mai 1930–30. Mai 1965) \| \| \| 49,22 \| Vigrestad (1878) \| Vigrestad (1878) \| \| \| 50,90 \| Hogstad (bis Mai 1951 Haugstad, 1937–30. Mai 1965) \| Hogstad (bis Mai 1951 Haugstad, 1937–30. Mai 1965) \| \| \| 52,52 \| Stokkaland (bis Mai 1951 Stokkeland, 15. Mai 1930–30. Mai 1965) \| Stokkaland (bis Mai 1951 Stokkeland, 15. Mai 1930–30. Mai 1965) \| \| \| 54,17 \| Brusand (1879) \| Brusand (1879) \| \| \| 56,49 \| Varden (1955–30. Mai 1965) \| Varden (1955–30. Mai 1965) \| \| \| 58,41 \| Ogna (1878) \| Ogna (1878) \| \| \| 60,36 \| Sirevåg (1879) \| Sirevåg (1879) \| \| \| 63,1 \| Vatnamot (1879–1950) \| Vatnamot (1879–1950) \| \| \| 66,79 \| Hellvik (1878) \| Hellvik (1878) \| \| \| 69,2 \| Maurholen (1879–1944) \| Maurholen (1879–1944) \| \| \| \| Eie pens (1930)[4] \| \| \| \| \| \| \| \| \| \| Eideåna \| \| \| \| 75,82 \| Egersund gamle (1878–1952) \| Egersund gamle (1878–1952) \| \| \| 74,71 \| Egersund (1944) \| 11,1 moh. \| \| \| \| Flekkefjordbanen \| \| |                           |                                                                 |                                                                 |
| Strecke (außer Betrieb) |                           | Hafenanschluss                                                  | Hafenanschluss                                                  |
| Strecke (außer Betrieb) · Kopfbahnhof Streckenanfang | 0,00                      | Stavanger (1878)                                                | Stavanger (1878)                                                |
| Strecke nach links (außer Betrieb) · Abzweig geradeaus und ehemals von rechts |                           |                                                                 |                                                                 |
| Abzweig geradeaus und nach links · Strecke von rechts |                           |                                                                 |                                                                 |
| Strecke · Blockstelle |                           | Stavanger driftsbanegård                                        | Stavanger driftsbanegård                                        |
| Dienststation / Betriebs- oder Güterbahnhof · Strecke |                           | Paradis                                                         | Paradis                                                         |
| Haltepunkt / Haltestelle · Strecke | 1,50                      | Paradis (2009)                                                  | Paradis (2009)                                                  |
| ehemaliger Haltepunkt / Haltestelle · Strecke | 1,94                      | Hillevåg (1880–2009)                                            | Hillevåg (1880–2009)                                            |
| Strecke · Betriebsstelle Streckenende |                           | Kvalaberg verksted (1955)                                       | Kvalaberg verksted (1955)                                       |
| Haltepunkt / Haltestelle | 4,00                      | Mariero (1880)                                                  | Mariero (1880)                                                  |
| ehemaliger Haltepunkt / Haltestelle | 4,71                      | Lyngnes (1957–1992)                                             | Lyngnes (1957–1992)                                             |
| ehemaliger Haltepunkt / Haltestelle | 5,40                      | Vaulen (1918–1957)                                              | Vaulen (1918–1957)                                              |
| ehemaliger Bahnhof | 6,30                      | Hinna (1878–1965)                                               | Hinna (1878–1965)                                               |
| ehemaliger Haltepunkt / Haltestelle | 6,50                      | Jåttå (2004–2007)                                               | Jåttå (2004–2007)                                               |
| Haltepunkt / Haltestelle | 7,20                      | Jåttåvågen (2008)                                               | Jåttåvågen (2008)                                               |
| ehemaliger Haltepunkt / Haltestelle | 8,40                      | Gausel gamle (1904–1966)                                        | Gausel gamle (1904–1966)                                        |
| Haltepunkt / Haltestelle | 9,00                      | Gausel (2009)                                                   | Gausel (2009)                                                   |
| ehemaliger Haltepunkt / Haltestelle | 9,90                      | Forus (1904–1967)                                               | Forus (1904–1967)                                               |
| Tunnel |                           | Lurahammaren-Tunnel (117 m)                                     | Lurahammaren-Tunnel (117 m)                                     |
| ehemaliger Haltepunkt / Haltestelle | 12,05                     | Luravika (1959–1966)                                            | Luravika (1959–1966)                                            |
| ehemaliger Haltepunkt / Haltestelle | 13,10                     | Lura (1916–1966)                                                | Lura (1916–1966)                                                |
| Abzweig geradeaus und ehemals von links |                           | Sandnes Hafen                                                   | Sandnes Hafen                                                   |
| Haltepunkt / Haltestelle | 14,78                     | Sandnes sentrum (1996–2009 „Sandnes“)                           | Sandnes sentrum (1996–2009 „Sandnes“)                           |
| Bahnhof | 15,36                     | Skeiane (1955–12. August 2017 „Sandnes Holdeplass“)             | Skeiane (1955–12. August 2017 „Sandnes Holdeplass“)             |
| ehemaliger Dienststation / Betriebs- oder Güterbahnhof |                           | Brualand                                                        | Brualand                                                        |
| Abzweig geradeaus und ehemals nach links |                           | Bahnstrecke Ganddal–Ålgård nach Ålgård                          | Bahnstrecke Ganddal–Ålgård nach Ålgård                          |
| Bahnhof | 18,49                     | Ganddal (1878)                                                  | Ganddal (1878)                                                  |
| Abzweig geradeaus und von rechts | 18,49                     | Sandnes Godsterminal Ganddal                                    | Sandnes Godsterminal Ganddal                                    |
| Haltepunkt / Haltestelle | 22,42                     | Øksnevadporten (1933)                                           | Øksnevadporten (1933)                                           |
| Bahnhof | 24,84                     | Klepp (1878)                                                    | Klepp (1878)                                                    |
| ehemaliger Haltepunkt / Haltestelle | 26,79                     | Laland (15. Mai 1930–30. Mai 1965)                              | Laland (15. Mai 1930–30. Mai 1965)                              |
| ehemaliger Haltepunkt / Haltestelle | 27,75                     | Tumarki (bis 1946 Thumarka, 25. Juni 1928–3. Juni 1956)         | Tumarki (bis 1946 Thumarka, 25. Juni 1928–3. Juni 1956)         |
| ehemaliger Haltepunkt / Haltestelle | 28,63                     | Vardheia (4. Juni 1956–30. Mai 1965)                            | Vardheia (4. Juni 1956–30. Mai 1965)                            |
| Bahnhof | 29,58                     | Bryne (1878, bis 1921 Time)                                     | Bryne (1878, bis 1921 Time)                                     |
| ehemaliger Haltepunkt / Haltestelle | 31,75                     | Kjelsholen (bis Okt. 1942 Håland, 15. Mai 1930–30. Mai 1965)    | Kjelsholen (bis Okt. 1942 Håland, 15. Mai 1930–30. Mai 1965)    |
| ehemaliger Haltepunkt / Haltestelle | 33,20                     | Hognestad (1879–1966)                                           | Hognestad (1879–1966)                                           |
| ehemaliger Haltepunkt / Haltestelle | 34,32                     | Gjerdo (bis Mai 1951 Haugland, 1. Juni 1928–30. Mai 1965)       | Gjerdo (bis Mai 1951 Haugland, 1. Juni 1928–30. Mai 1965)       |
| ehemaliger Haltepunkt / Haltestelle | 36,33                     | Tarland (1. Juni 1928–30. Mai 1965)                             | Tarland (1. Juni 1928–30. Mai 1965)                             |
| Bahnhof | 37,68                     | Nærbø (1878)                                                    | Nærbø (1878)                                                    |
| ehemaliger Haltepunkt / Haltestelle | 39,11                     | Kvia (2. Jan. 1933–30. Mai 1965)                                | Kvia (2. Jan. 1933–30. Mai 1965)                                |
| ehemaliger Haltepunkt / Haltestelle | 40,98                     | Dysjaland (bis Mai 1951 Dysjeland, 2. Jan. 1933–30. Mai 1965)   | Dysjaland (bis Mai 1951 Dysjeland, 2. Jan. 1933–30. Mai 1965)   |
| Bahnhof | 43,11                     | Varhaug (1878)                                                  | Varhaug (1878)                                                  |
| ehemaliger Haltepunkt / Haltestelle | 45,36                     | Odland (1. Juni 1928–30. Mai 1965)                              | Odland (1. Juni 1928–30. Mai 1965)                              |
| ehemaliger Haltepunkt / Haltestelle | 47,50                     | Stavnheim (15. Mai 1930–30. Mai 1965)                           | Stavnheim (15. Mai 1930–30. Mai 1965)                           |
| Bahnhof | 49,22                     | Vigrestad (1878)                                                | Vigrestad (1878)                                                |
| ehemaliger Haltepunkt / Haltestelle | 50,90                     | Hogstad (bis Mai 1951 Haugstad, 1937–30. Mai 1965)              | Hogstad (bis Mai 1951 Haugstad, 1937–30. Mai 1965)              |
| ehemaliger Haltepunkt / Haltestelle | 52,52                     | Stokkaland (bis Mai 1951 Stokkeland, 15. Mai 1930–30. Mai 1965) | Stokkaland (bis Mai 1951 Stokkeland, 15. Mai 1930–30. Mai 1965) |
| Bahnhof | 54,17                     | Brusand (1879)                                                  | Brusand (1879)                                                  |
| ehemaliger Haltepunkt / Haltestelle | 56,49                     | Varden (1955–30. Mai 1965)                                      | Varden (1955–30. Mai 1965)                                      |
| Bahnhof | 58,41                     | Ogna (1878)                                                     | Ogna (1878)                                                     |
| Bahnhof | 60,36                     | Sirevåg (1879)                                                  | Sirevåg (1879)                                                  |
| ehemaliger Haltepunkt / Haltestelle | 63,1                      | Vatnamot (1879–1950)                                            | Vatnamot (1879–1950)                                            |
| Bahnhof | 66,79                     | Hellvik (1878)                                                  | Hellvik (1878)                                                  |
| ehemaliger Haltepunkt / Haltestelle | 69,2                      | Maurholen (1879–1944)                                           | Maurholen (1879–1944)                                           |
| ehemaliger Haltepunkt / Haltestelle |                           | Eie pens (1930)                                                 | Eie pens (1930)                                                 |
| Strecke von links (außer Betrieb) · Abzweig geradeaus und ehemals nach rechts |                           |                                                                 |                                                                 |
| Brücke über Wasserlauf (Strecke außer Betrieb) · Strecke |                           | Eideåna                                                         | Eideåna                                                         |
| Kopfbahnhof Streckenende (Strecke außer Betrieb) · Strecke | 75,82                     | Egersund gamle (1878–1952)                                      | Egersund gamle (1878–1952)                                      |
| Bahnhof | 74,71                     | Egersund (1944)                                                 | 11,1 moh.                                                       |
| Strecke |                           | Flekkefjordbanen                                                | Flekkefjordbanen                                                |

Die Jærbane ist  eine Eisenbahnstrecke zwischen Stavanger und Egersund in Norwegen. Sie bildet eine Teilstrecke der Sørlandsbane und führt über die flache Küstenlandschaft der Jæren.

## Geschichte
Die Strecke wurde 1878 als Schmalspurbahn (1067 mm) eröffnet, wurde 1944 auf Normalspur (1435 mm) umgestellt und 1956 elektrifiziert. Aufgrund des hohen Verkehrsaufkommens wurde die Strecke zwischen Stavanger und Sandnes zwischen 2006 und 2009 zweigleisig ausgebaut. Seit 16. November 2009 sind diese Bauarbeiten abgeschlossen und zum Fahrplanwechsel im Dezember wurde zwischen Stavanger und Sandnes ein 15-Minuten-Takt eingeführt. Zwischen Ganddal und Øksnevadporten wird zusätzlich ein Güterbahnhof gebaut.
Als nächster Abschnitt soll die Strecke zwischen Sandnes und Nærbø doppelspurig ausgebaut werden. Der Ausbau ist im nationalen Transportplan 2018–2029 enthalten. Die regionalen Planungen sollen 2023 beginnen, der Bau wird nach Einschätzung von Bane NOR frühestens zwischen 2031 und 2037 erfolgen, die Eröffnung der Strecke wird nach 2035 angenommen.

## Verkehrsübernahme durch Go-Ahead
Nachdem im Dezember 2019 Go-Ahead mit dem Start des Trafikkpakke Sør (Sørlandsbanen, Jærbanen und Arendalsbanen) den Verkehr auf der Strecke übernahm, wurde von Bane NOR Eiendom, das 13 Werkstätten in Norwegen besitzt, in Stavanger eine neue Werkstatt für Triebzüge errichtet.
In diesem Zusammenhang entstand die Werkstatt in Kvaleberg, zwei Kilometer außerhalb der Innenstadt von Stavanger. Bisher wurden die Züge der NSB von der Tochtergesellschaft Mantena gewartet. Vy hat beschlossen, dass die Wartung der 150 Flirt-Züge (Type 74, Type 75 und Type 76) vom Hersteller Stadler eigenverantwortlich übernommen wird. In Kvaleberg mietete Go-Ahead die Werkstätten und schrieb die Wartung aus. Go-Ahead hat sich für Mantena entschieden, die ihre Belegschaft in Stavanger mehr als verdoppelt hat. Die Anwohner klagen über die hohe Lärmbelästigung durch die Züge, die rund um die Uhr mit laufenden Lüftern abgestellt sind.

### Ålgårdbanen
Die Jærbane hatte eine Nebenstrecke (Ålgårdbanen) mit einer Länge von zwölf Kilometer, die von Ganddal nach Ålgård führt. Auf dieser Strecke wurde bis 1955 Personenverkehr betrieben, 1988 wurde diese Strecke für den Güterverkehr stillgelegt und kann heute im Sommerhalbjahr teilweise mit Draisinen befahren werden. Der Bahnhof in Figgjo ist heute ein Museum.

## Galerie

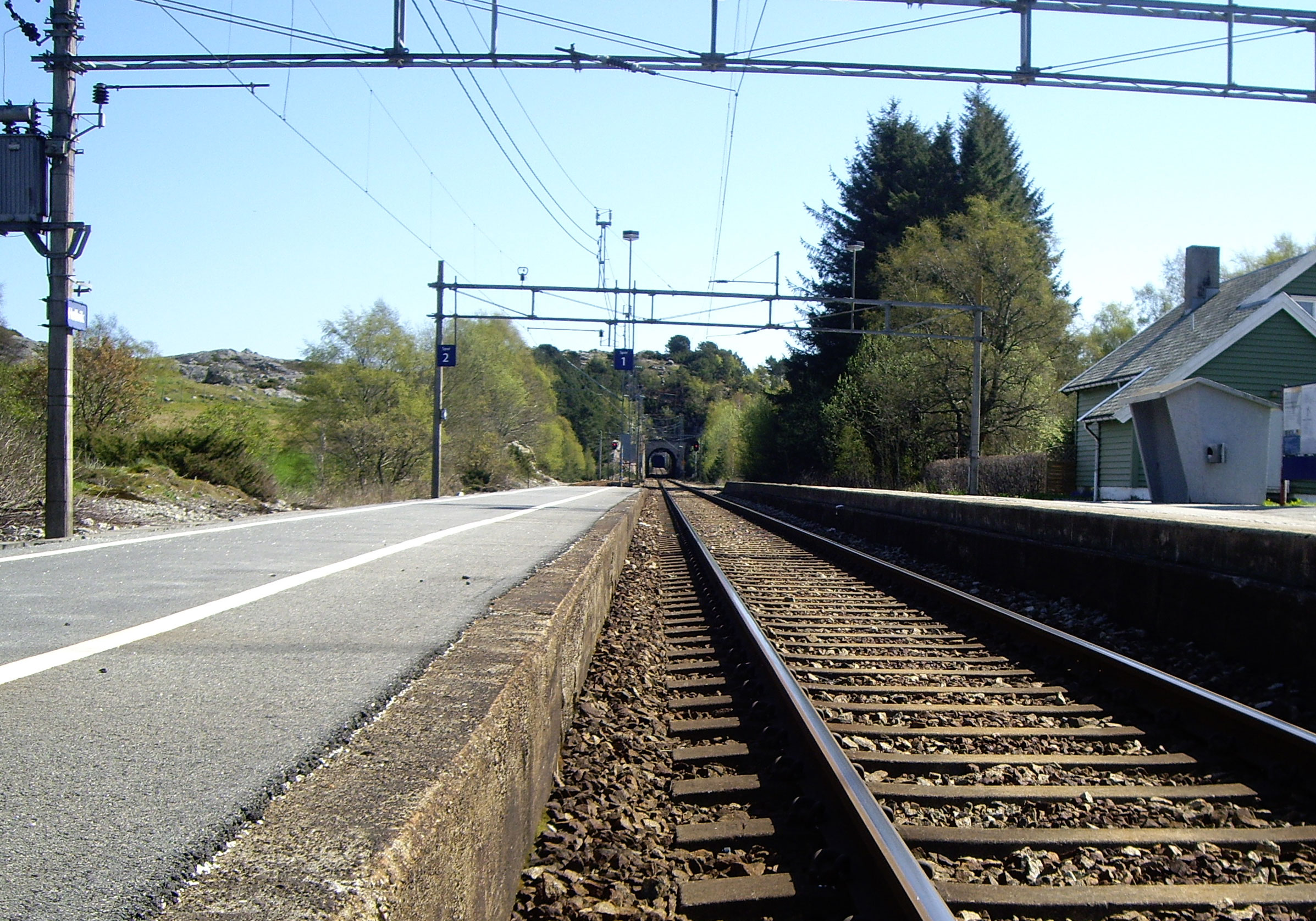
Blick von der Station Hellvik auf die Tunnel in Richtung Egersund
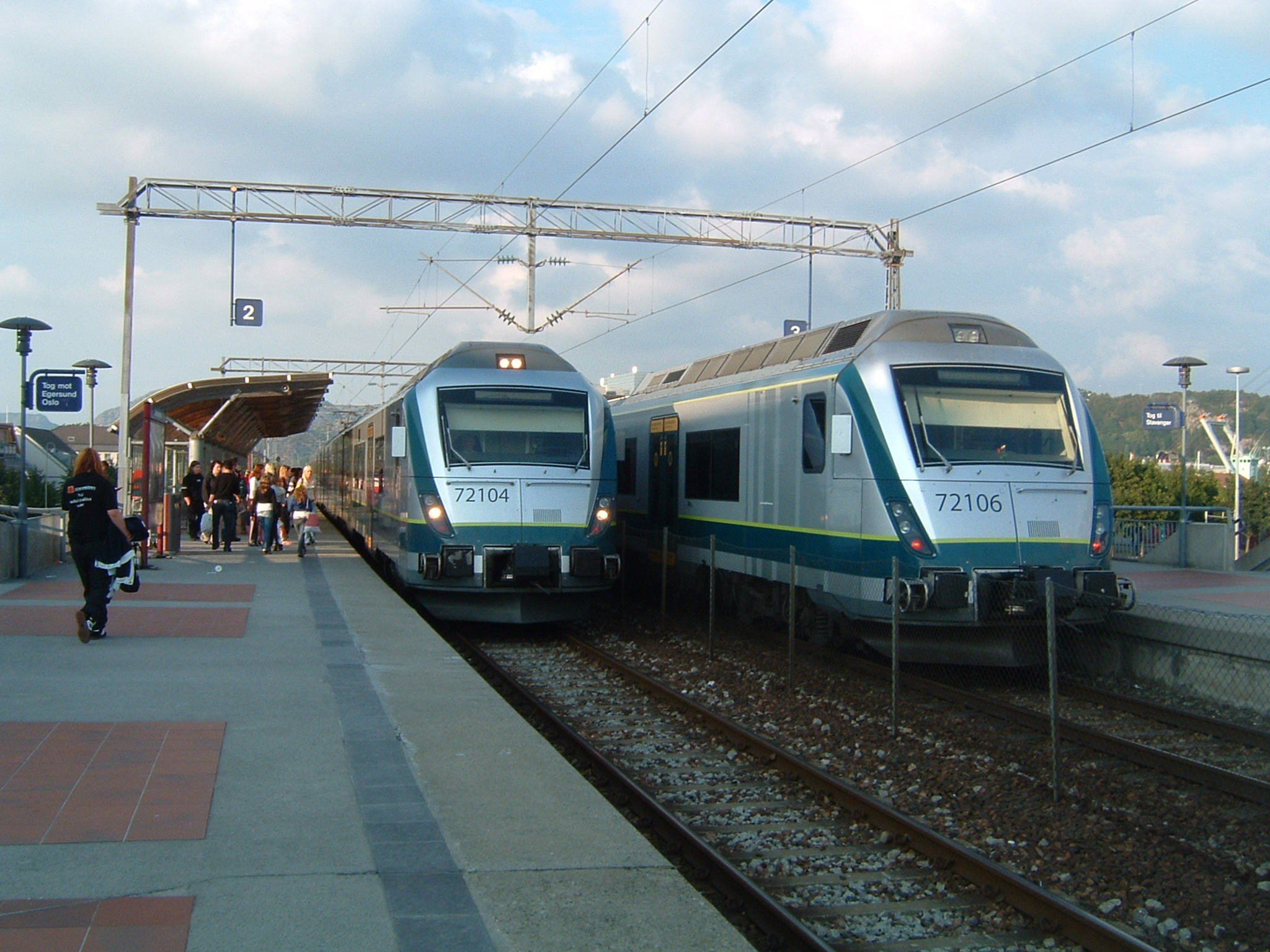
In Sandnes begegnen sich zwei Lokalzüge aus Stavanger (l.) und Egersund
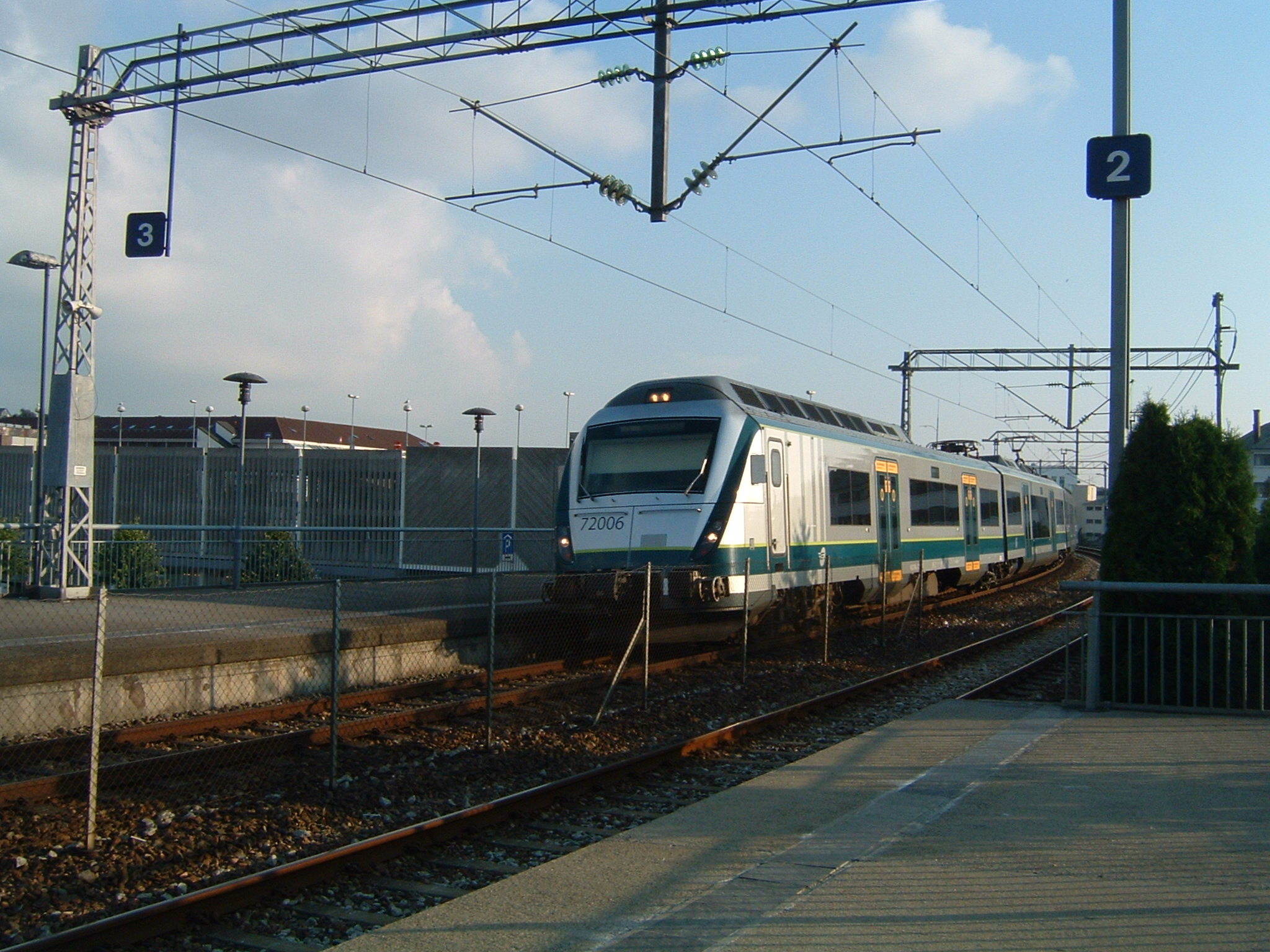
Ankunft eines Lokalzuges in Sandnes